# Sant'Ivo alla Sapienza
Sant'Ivo alla Sapienza er en kirke i Rom. Kirken betragtes som et mesterværk af romersk barokarkitektur og blev bygget i 1642-1660 af arkitekten Francesco Borromini.
Kirken startede omkring det 14. århundrede som et kapel for Roms universitet. Universitetet kaldes "La Sapienza", og kirken er indviet til Sankt Ivo, deraf kirkens navn. Borromini måtte tilpasse sit projekt til det eksisterende palads. Han valgte en grundplan som en davidsstjerne og integrerede kirkens facade med paladsets gård. Kuplen med sin spirallanterne er bemærkelsesværdigt original. Denne var inspirationen for den danske arkitekt Laurids de Thurah, da han i 1752 byggede det nye snoede spir på Vor Frelser Kirke i København.
Interiørets komplekse rytmer opstår af en beundringsværdig geometri. Det er en rationel arkitektur – kompliceret at betragte, men på papiret danner to overlappende ligebenede trekanter og en cirkel basis for en sekskantet række af kapeller og altre i en symmetrisk kirke. Interiørets bølgende former, både konkave og konvekse, skaber en uharmonisk og alligevel tiltalende effekt. Dekorationerne er en blanding af originale organiske (englehoveder med seks vinger) og geometriske former (stjerner). Op langs soklerne på tre af kuplens piller ses den pavelige Chigi-families symbol, "seks bjerge under en stjerne".
Interiørets vigtigste kunstværk er Pietro da Cortonas altertavle, der fremstiller Sankt Ivo.

## References
- Plantegninger. Arkiveret 8. juli 2009 hos  Wayback Machine

41°53′54″N 12°28′28″Ø / 41.89833°N 12.47444°Ø